# Hari Seldon
Hari Seldon Isaac Asimov karaktere, az Alapítvány-Birodalom-Robot univerzum meghatározó szereplője. Szerepel az Alapítvány című regény első fejezetében (A pszichohistorikusok), valamint főszerepet játszik Az Alapítvány előtt és az Előjáték az Alapítványhoz című könyvben, emellett számos más történetben is említik a nevét.
„Hari Seldon – Született a Galaktikus Kor 11 988. évében, meghalt 12 069-ben. Középosztálybeli családban született az Arcturus szektorban lévő Heliconon (ahol az egyik kétes szavahihetőségű legenda szerint apja dohánykertész volt a bolygó hidroponikus üzemeiben). Korán kitűnt csodálatra méltó matematikai képességével.
…Kétségkívül a pszichohistória területén alkotta a legnagyobbat. Seldon előtt ez a terület alig volt több homályos axiómák szövevényénél, az ő keze nyomán vált mélyreható statisztikai tudománnyá…
…Életútjáról az a biográfia ad legmegbízhatóbb képet, amelyet Gaal Dornick írt róla, aki fiatal emberként, két évvel Seldon halála előtt találkozott a nagy matematikussal.
…Holtan találták, íróasztalára borulva, a Steerling Egyetem pszichohistóriai épületében, a G.K. (Galaktikus Kor) 12 069. évében (A.K. 3). Láthatóan élete utolsó pillanatáig pszichohistóriai számításain dolgozott. Működő Ősradiánsát a kezében szorongatta…
Végakarata szerint a berendezést munkatársa, Gaal Dornick után küldték, aki nemrég emigrált a Terminusra…
Seldon testét – ugyancsak végakarata szerint – kilőtték az űrbe. A Trantoron megtartott hivatalos gyászszertartás egyszerű volt, mégis nagy tömeget vonzott. Érdemes megemlíteni, hogy Seldon régi barátja Eto Demerzel, volt első miniszter is megjelent az eseményen.
Wanda Seldon, Hari Seldon unokája nem jelent meg a megemlékezésen. Az a szóbeszéd terjedt el, hogy mérhetetlen bánatában mondott le mindenfajta közszereplésről. Azóta sem tudni róla semmit, mind a mai napig…
Úgy tartják, Hari Seldon úgy is halt meg, ahogy élt: a kibontakozó jövőt tartotta a kezében…”
(Encyclopedia Galactica)
|  | Alább a cselekmény részletei következnek! |

Seldon A.K.E. 79-ben (G.K. 11 988) született a Heliconon, meghalt A.K. 3-ban (G.K. 12 069) a Trantoron. 32 évesen a Heliconi Egyetem matematikusaként a Trantorra látogat egy matematikai konferenciára, ahol előadja elméletét egy statisztikai tudományról, mellyel az emberi történelem feltérképezhető lenne. Seldon akkoriban szigorúan csak elméleti síkon foglalkozott a problémával, és valójában nem gondolt rá, hogy a gyakorlatban is alkalmazza. Előadásával azonban felhívja magára a figyelmet. A császári palotába rendelik, hogy magának I. Cleon császárnak számoljon be felfedezéséről, majd egy újságíró, Chetter Hummin keresi fel, aki meggyőzi arról, hogy menekülnie kell I. Cleon első minisztere, Eto Demerzel elől, mivel az – a pszichohistória hatalomszerzésre való felhasználásának reményében – előbb-utóbb elfogatná őt.
A menekülés során sejteni kezdi, hogyan lehetne a pszichohistóriát a gyakorlatban is alkalmazható tudománnyá fejleszteni. Ebben a későbbiekben nagy segítségére lesz Yugo Amaryl, akivel ekkoriban találkozik. Yugo a Dahl-szektor egyik hőkútjának munkása, tehetséges matematikus, és Seldon ezt felismerve később maga mellé veszi. Ugyancsak ekkor találkozik későbbi feleségével, (R.) Dors Venabilivel, és a Raych nevű csavargókölyökkel, akit később fiává fogad.
Seldon a Trantor körbejárása közben összeszedett információmorzsákból rájön, hogy Hummin valójában azonos Eto Demerzel első miniszterrel, mi több, valójában humanoid robot. Mikor ezt elmondja Humminnak, az bevallja, hogy robot, a neve R. Daneel Olivaw, és mintegy húsz évezreddel korábban alkották meg őt az Aurora bolygón. Ezzel végződik Seldon menekülése és Az Alapítvány előtt cselekménye is. 
Az Előjáték az Alapítványhoz elmondja annak történetét, hogyan vált ezek után Seldon a trantori Streeling Egyetem professzorává, majd I. Cleon első miniszterévé. Előmenetelében jelentős segítségére volt Daneel – mint Demerzel első miniszter, aki befolyását felhasználva támogatta a pszichohistóriai kutatásokat, később pedig a háttérbe húzódva egyengette az utat Seldon előtt. Ebből a könyvből tudjuk meg azt is, hogyan fedezte fel Seldon az unokája Wanda, és a testőre Stettin Palver mentalista (telepatikus) képességeit, majd az ő segítségükkel megkeresett további mentalistákból hogyan alkotta meg a Második Alapítványt.
Az Alapítvány első fejezete, A pszichohistorikusok elmondja, hogyan zajlott le a Hari Seldon kontra Birodalom per, melynek során Seldont árulással vádolták meg, majd – a mentalisták által befolyásolva – a Terminusra száműzték őt és a Seldon-terven dolgozó százezer embert.
Ebben az időben a trantori köztudatban Holló Seldonként emlegetik.
Az Alapítvány győzelme regény G.K. 12068-ban játszódik, amikor az idős Seldon semmire sem vágyik, csak szeretne békében meghalni. De a trantori hivatalnok Horis Antic, a rhodiai nemes Biron Maserd, néhány ktlinaival és néhány robottal együtt a Thumartin-csillagködben parancsot ad az ott tárolt ősi archívumok megsemmisítésére, valamint az ott elrejtett robot-terraformáló flotta megsemmisítésére. Ezután a Pengián át eljutnak az emberiség eredetbolygójáig, a Földig, ahol Lodovik Trema giskardi robot időutazásra akarja küldeni, de Daneel ezt megakadályozza.
Seldon az Alapítvány több későbbi fejezetében is feltűnik mint egyfajta hologram, előre rögzített üzeneteket ad át az Első Alapítvány jövőbeni vezetőinek az Időkriptának nevezett mauzóleumban. Az efféle események az ún. Seldon-válságok megoldódása után következnek be. (Az Alapítvány pereme közvetlenül Seldon egyik megjelenése után kezdődik.)